# Laurent Batlles
Laurent Batlles (ur. 23 września 1975 w Nantes) – francuski piłkarz grający na pozycji pomocnika.

## Kariera klubowa
W sezonie 1993/94 Batlles awansował z akademii do pierwszego zespołu Tuluzy. Swój pierwszy mecz w seniorskiej kadrze zagrał 2 kwietnia 1994 w przegranym 1-0 spotkaniu z Olympique Lyon. W 1999 roku Batlles dołączył do Girondins Bordeaux, dla którego rozegrał 70 meczów i strzelił 3 bramki. W styczniu 2003 Francuz trafił do Bastii, gdzie zagrał w 19 spotkaniach.
W styczniu 2004 Batlles odszedł natomiast do Olympique Marsylia. W czasie półtora sezonu spędzonego na Stade Vélodrome Batlles strzelił 3 bramki w 15 występach. Wystąpił również w finale Pucharu UEFA przegranym przez OM 0:2 z Valencią. W sezonie 2005/06 wystąpił w 4 spotkaniach Olympique po czym został wypożyczony do Tuluzy, gdzie w 31 występach zaliczył 3 trafienia.
Przed sezonem 2006/07 Batlles już na zasadzie transferu definitywnego związał się z Tuluzą. Sezon ten miał udany zarówno indywidualnie (31 występów, 4 gole), jak i drużynowo, ponieważ jego drużyna zajęła 3. miejsce w Ligue 1 i wystąpiło w el. Ligi Mistrzów, gdzie zostało wyeliminowane przez Liverpool.
W 2008 roku piłkarz przeszedł do Grenoble Foot 38, a po 2 latach trafił do AS Saint-Étienne.
| Sezon   | Klub               | Kraj    | Rozgrywki  | Mecze | Bramki | Rozgrywki Europy   | Mecze | Bramki |
| ------- | ------------------ | ------- | ---------- | ----- | ------ | ------------------ | ----- | ------ |
| 1993/94 | Toulouse FC        | Francja | Division 1 | 5     | 0      | –                  | –     | –      |
| 1994/95 | Toulouse FC        | Francja | Division 2 | 22    | 1      | –                  | –     | –      |
| 1995/96 | Toulouse FC        | Francja | Division 2 | 34    | 2      | –                  | –     | –      |
| 1996/97 | Toulouse FC        | Francja | Division 2 | 37    | 4      | –                  | –     | –      |
| 1997/98 | Toulouse FC        | Francja | Division 1 | 31    | 1      | –                  | –     | –      |
| 1998/99 | Toulouse FC        | Francja | Division 1 | 30    | 2      | –                  | –     | –      |
| 1999/00 | Girondins Bordeaux | Francja | Division 1 | 19    | 0      | Liga Mistrzów UEFA | 8     | 1      |
| 2000/01 | Girondins Bordeaux | Francja | Division 1 | 32    | 3      | Liga Europy UEFA   | 8     | 1      |
| 2001/02 | Girondins Bordeaux | Francja | Division 1 | 19    | 0      | Liga Europy UEFA   | 6     | 0      |
| 2001/02 | Stade Rennais      | Francja | Division 1 | 13    | 2      | –                  | –     | –      |
| 2002/03 | Stade Rennais      | Francja | Ligue 1    | 15    | 0      | –                  | –     | –      |
| 2002/03 | SC Bastia          | Francja | Ligue 1    | 19    | 4      | –                  | –     | –      |
| 2003/04 | SC Bastia          | Francja | Ligue 1    | 19    | 0      | –                  | –     | –      |
| 2003/04 | Olympique Marsylia | Francja | Ligue 1    | 15    | 3      | Liga Europy UEFA   | 8     | 0      |
| 2004/05 | Olympique Marsylia | Francja | Ligue 1    | 30    | 8      | –                  | –     | –      |
| 2005/06 | Olympique Marsylia | Francja | Ligue 1    | 4     | 0      | –                  | –     | –      |
| 2005/06 | Toulouse FC (wyp.) | Francja | Ligue 1    | 31    | 3      | –                  | –     | –      |
| 2006/07 | Toulouse FC        | Francja | Ligue 1    | 31    | 4      | –                  | –     | –      |
| 2007/08 | Toulouse FC        | Francja | Ligue 1    | 22    | 1      | Liga Europy UEFA   | 4     | 0      |
| 2008/09 | Grenoble Foot 38   | Francja | Ligue 1    | 36    | 0      | –                  | –     | –      |
| 2009/10 | Grenoble Foot 38   | Francja | Ligue 1    | 34    | 2      | –                  | –     | –      |
| 2010/11 | AS Saint-Étienne   | Francja | Ligue 1    | 32    | 4      | –                  | –     | –      |
| 2011/12 | AS Saint-Étienne   | Francja | Ligue 1    | 36    | 4      | –                  | –     | –      |

Stan na: 8 czerwca 2012 r.